# Diplocheilichthys
Diplocheilichthys är ett släkte av fiskar. Diplocheilichthys ingår i familjen karpfiskar.
Kladogram enligt Catalogue of Life:
| Diplocheilichthys | \| \| Diplocheilichthys jentinkii \| \| \| \| \| \| Diplocheilichthys pleurotaenia \| \| \| \| |
|                   | \| \| Diplocheilichthys jentinkii \| \| \| \| \| \| Diplocheilichthys pleurotaenia \| \| \| \| |
|                   | Diplocheilichthys jentinkii                                                                    |
|                   |                                                                                                |
|                   | Diplocheilichthys pleurotaenia                                                                 |
|                   |                                                                                                |